# 安东·罗姆
安东·罗姆（德語：Anton Rom，1909年3月10日—1994年12月30日），德国前男子赛艇运动员。他曾代表德国参加1936年夏季奥林匹克运动会赛艇比赛，获得男子四人单桨无舵手金牌。